# Montarcher
Montarcher település Franciaországban, Loire megyében. Lakosainak száma 64 fő (2022. január 1.). Montarcher La Chaulme, La Chapelle-en-Lafaye, Estivareilles és Marols községekkel határos.

## Népesség
A település népességének változása:
| Lakosok száma | 87   | 54   | 55   | 66   | 68   | 66   | 67   | 66   | 65   | 64   |
|               | 1968 | 1982 | 1990 | 2006 | 2013 | 2015 | 2017 | 2019 | 2020 | 2022 |